# Adriano Baracco
Adriano Baracco (Vicenza, 28 de setembre de 1907 – Milà, 22 de juliol de 1976) va ser periodista, guionista, productor de cinema i editor de revistes, així com escriptor de ciència-ficció italià.

## Biografia
És conegut sobretot per haver editat els setmanaris de cinema Hollywood (de 1945 a 1952) i Festival - piccolo settimanale di attualità cinematografiche de 1953 a 1961, així com Novella Film de 1947 a 1958 per 575 números totals, tots impresos per a les edicions Vitagliano de Milà. També va ser director responsable de la segona temporada de Cinema des de 1948 fins a 1953.
També es va dedicar al cinema com a productor: el 1961 va fundar la Zenith Cinematografica juntament amb Mino Loy, que va finançar sobretot documentals i pel·lícules de mitja durada per a nens i de la qual va ser productor executiu fins al 1964. Entre 1962 i 1972 va escriure una vintena de guiond fr pel·lícules dirigidrd entre d'altres per Vittorio Sala, Alessandro Blasetti, Mauro Bolognini, Dino Risi i Alberto Lattuada.
Va escriure dues novel·les de ciència-ficció sota el pseudònim d'Audie Barr, totes dues publicades a la sèrie d'Urania: I figli della nuvola (1957) i Gli schiavi di Rox (1958). Va morir als 68 anys.

## Obres

### Novel·les
- I figli della nuvola, Urania 162, Arnoldo Mondadori Editore, 1957 (com Audie Barr)
- Gli schiavi di Rox (novel·la curta), Urania 186, Arnoldo Mondadori Editore, 1958 (com Audie Barr)

### Guions
- Donne sole, dirigida per Vittorio Sala (1956)
- Intrigo a Los Angeles, dirigida per Romano Ferrara (1964)
- Il treno del sabato, dirigida per Vittorio Sala (1964)
- Berlino appuntamento per le spie (Operazione Polifemo), dirigida per Vittorio Sala (1965)
- Operazione San Gennaro, dirigida per Dino Risi (1967)
- Questi fantasmi, dirigida per Renato Castellani (1967)
- Gangster '70, de Mino Guerrini (1968)
- Meglio vedova, dirigida per Duccio Tessari (1968)
- L'arcangelo, dirigida per Giorgio Capitani (1969)